# Nizar Banat
Nizar Banat (arabisch نزار بنات, DMG Nizār Banāt, geboren etwa 1978; gestorben 24. Juni 2021 in Hebron) war ein palästinensischer Regierungskritiker und Oppositioneller. Sein Tod in Polizeigewahrsam hatte mehrtägige Demonstrationen der palästinensischen Bevölkerung zur Folge. International wurde eine transparente Untersuchung seiner Todesumstände gefordert; die Palästinensische Autonomiebehörde sicherte dies zu und ernannte einen Untersuchungsausschuss.

## Leben

### Politische Tätigkeit
Nizar Banat, ein gelernter Zimmermann, war bekannt für ausgesprochen regierungskritische Videos, die er in den sozialen Medien veröffentlichte. Er thematisierte dabei Korruption und Menschenrechtsverletzungen. Amira Hass und Jack Khoury (Haaretz) weisen darauf hin, dass Banats Kritik nicht nur der Regierung Abbas galt, sondern auch Abbas’ Herausforderer Mohammed Dahlan, dessen Unterstützer in Geheimdienstkreise vernetzt seien. In Bezug auf den syrischen Bürgerkrieg kritisierte er die Aufständischen und insbesondere deren Zivilschutz (Weißhelme).
Nach Angaben der Familie wurde Banat insgesamt achtmal von palästinensischen Sicherheitskräften verhaftet. Am 20. November 2020 wurde Banat wegen Veröffentlichung eines regierungskritischen Videos verhaftet und verbrachte vier Tage in Untersuchungshaft in Jericho, unter Bedingungen, die nach EU-Angaben Anlass zu Besorgnis geben. Die EU kritisierte dieses Vorgehen der Behörden seinerzeit. Im Dezember 2020 wurde Banat nach dem palästinensischen Gesetz gegen Cyberkriminalität für einige Tage inhaftiert. Dieses Gesetz stellt die Beleidigung palästinensischer Behörden im Internet unter Strafe.
Banat, ein ehemaliges Mitglied der Fatah, kandidierte als Spitzenkandidat auf der unabhängigen Liste „Befreiung und Würde“ für die Parlamentswahlen in den Palästinensischen Autonomiegebieten, die im April 2021 stattfinden sollten, von Palästinenserpräsident Mahmud Abbas aber abgesagt wurden. Daraufhin gab Banat einem Hamas-nahen Fernsehsender ein Interview, in dem er heftige Kritik an Abbas äußerte. Unbekannte gaben einige Tage später Schüsse auf sein Haus in Dura (nahe Hebron) ab. Außerdem wurde mit Blendgranaten und Tränengas auf das Haus gezielt, in dem sich Banats Frau und Kinder aufhielten. Als Konsequenz daraus zog sich Banat in eine Wohnung im israelisch kontrollierten Teil von Hebron zurück. Banat bezichtigte die Fatah, für diesen Angriff auf seine Familie verantwortlich zu sein, und forderte die Europäische Union auf, ihre finanzielle Unterstützung der Regierung Abbas zu reduzieren.
Muhammed Kharajeh, ein palästinensischer Menschenrechtsaktivist, der mit der Organisation Lawyers for Justice zusammenarbeitet, erklärte gegenüber Amnesty International, Nizar Banat habe ihm am 22. Juni gesagt, dass der palästinensische Geheimdienst ihn verfolge, weil er in den sozialen Medien Videos hochgeladen habe, in denen eine Abmachung zwischen Israel und der Palästinensischen Autonomiebehörde, COVID-19-Impfstoff betreffend, kritisiert werde. Dieses mittlerweile stornierte Abkommen sah vor, dass israelische, kurz vor Ablauf ihrer Gültigkeit stehende Impfdosen des Herstellers Pfizer in die Palästinensischen Autonomiegebiete geliefert werden sollten und im Gegenzug dafür einige Monate später frische Impfdosen, die für die palästinensischen Autonomiegebiete bestimmt waren, von Pfizer nach Israel geliefert werden sollten.

### Verhaftung und Tod
Am 24. Juni wurde Banat frühmorgens (um 3:30 Uhr) in seiner Wohnung in Hebron von rund einem Dutzend Sicherheitskräften der Palästinensischen Autonomiebehörde verhaftet und nach Augenzeugenberichten mit Schlagstöcken (steel batons) minutenlang zusammengeschlagen, ehe er abtransportiert wurde. Zwei Stunden später gab Dschibrin al-Bakri, der Gouverneur von Hebron, gegenüber der Familie Banat eine Erklärung ab, der zufolge der Verhaftete gestorben sei: Nach der Verhaftung habe sich sein Gesundheitszustand verschlechtert; er sei daraufhin ins Krankenhaus eingeliefert worden, wo sein Tod festgestellt worden sei. Gründe für die Verhaftung nannte al-Bakri nicht.
Nach Angaben von palästinensischen Aktivisten befindet sich das Gebäude, in dem die Verhaftung vorgenommen wurde, in einem Stadtteil Hebrons, der unter israelischer Sicherheitskontrolle steht. Das hieße, dass palästinensische Einsatzkräfte hier nur mit israelischer Genehmigung eine Verhaftung vornehmen konnten.
Nizar Banat hinterlässt seine Frau und fünf Kinder.

## Reaktionen
Die Regierung sagte eine volle Aufklärung des Vorfalls zu. Premierminister Mohammed Shtayyeh kündigte die Bildung eines Untersuchungsausschusses unter Leitung des Justizministers Mohammed Shalaldeh an. Daran sollte ein Mediziner beteiligt sein, den die Familie selbst bestimmen könne. Außerdem soll ein Spezialist für Menschenrechtsfragen und ein Repräsentant des Geheimdienstes diesem Ausschuss angehören. Der Arzt Samir Abu Sarsur führte die Autopsie durch und stellte Verletzungen an Kopf, Brust, Nacken, Beinen und Händen fest. Menschenrechtsgruppen und Familienmitglieder Banats erklärten, der Autopsie zufolge erstickte Banat infolge von Lungenblutungen.
An den Folgetagen kam es in den palästinensischen Autonomiegebieten zu regierungskritischen Demonstrationen; am Freitag, dem 25. Juni, als Banat in Hebron beerdigt wurde, formierte sich ein großer Trauerzug.
Tor Wennesland, Sonderkoordinator der Vereinten Nationen für den Nahost-Friedensprozess UNSCO, erklärte auf Twitter, der Tod Banats sei alarmierend, der Vorfall müsse aufgeklärt und die Gewalttäter zur Rechenschaft gezogen werden. Das Außenministerium der Vereinigten Staaten gab am 24. Juni eine Presseerklärung ab, in der es den Angehörigen kondolierte und die palästinensische Autonomiebehörde zu umfassender, transparenter Aufklärung des Todesfalls aufforderte.